# كومون ليسب
كومون ليسب (بالإنجليزية: Common Lisp) هي لغة برمجة تُمثل تطورًا معياريًا للغات برمجة ليسب المختلفة.
تم تطوير كومون ليسب في أوائل الثمانينات كنتيجة للجهود التي بُذلت لتوحيد اللهجات المختلفة للغة M
ماكليسب وتعزيز قدراتها. في تلك الفترة، كانت العديد من المجموعات تعمل بالفعل على إنشاء نسخ مُحسَّنة منها. برزت كومون ليسب كمعيار عالمي يبني على ويوسّع خصائص لغة ماكليسب، ويتمثل هدفها في تسهيل إمكانية الحوسبة المحمولة والمشاركة بين التطبيقات المختلفة. يُشار إلى كومون ليسب على أنها مواصفات لغة برمجة بدلاً من كونها مجرد تطبيق. هناك العديد من التنفيذات المتاحة لمعيار كومون ليسب، شاملةً كلاً من البرمجيات الحرة ومفتوحة المصدر والمنتجات التجارية. إن كومون ليسب هي لغة برمجة متعددة النماذج وذات أغراض عامة، التي تدعم نماذج برمجة إجرائية، ووظيفية، وكائنية التوجه، مما يتيح مرونة كبيرة في تطوير البرمجيات.